# Estación de Château-Landon
Château-Landon es una estación de la línea 7 del metro de París situada en el X Distrito de la ciudad. 
A través de un largo pasillo antaño usado únicamente para transportar maletas y paquetes es posible, desde 1931, acceder a la estación de tren de París Este y conectar con la línea P de la red de cercanías.

## Historia
Fue inaugurada el 5 de noviembre de 1910
La estación debe su nombre a la comuna de Château-Landon.

## Descripción
La estación están revestidas de azulejos blancos planos, sin biselar. La iluminación es de estilo Ouï-dire realizándose a través de estructuras que recorren los andenes sujetados por elementos curvados que proyectan una luz difusa en varias direcciones. Inicialmente esta iluminación coloreaba las bóvedas pero esta característica se ha perdido. 
La señalización por su parte usa la moderna tipografía Parisine donde el nombre de la estación aparece en letras blancas sobre un panel metálico de color azul. Por último, los asientos siguen también, el estilo Ouï-dire combinando asientos convencionales con bancos que por su altura sólo permiten apoyarse.

## Accesos
La estación dispone de dos accesos. Uno en la calle Faubourg-Saint-Martin, nº 188 y otro en uno de los andenes de la estación de París Este. 